# Baroa siamica
Baroa siamica là một loài bướm đêm thuộc phân họ Arctiinae, họ Erebidae.